# Ranomafana Nemzeti Park
A Ranomafana Nemzeti Park Madagaszkár délkeleti részén terül el a Haute Matsiatra és a Vatovavy-Fitovinany régióban. Területét több mint 41 600 hektárnyi esőerdő borítja, és otthont ad számos ritka állat- és növényfajnak, például az arany bambuszmakinak (Hapalemur aureus), az óriás bambuszmakinak (Prolemur simus), a fekete-fehér varinak (Varecia variegata), a Milne-Edwards szifakának (Propithecus edwardsi), valamint több mint 13 békafajnak. kékfejű földiszalakóták (Atelornis pittoides), szalagos földiszalakóták (Brachypteracias leptosomus), az  azúrkék vanga (Cyanolanius madagascarinus) és a barna lábasguvat (Mesitornis unicolor) is megfigyelhető benne.
A parkot 1991-ben alapították a helyi ökoszisztéma egyedülálló biodiverzitásának megőrzése és az emberi behatás csökkentése érdekében. Az Atsinanana esőerdői világörökségi terület része. A park mellett található a 2003-ban létrehozott Centre ValBio kutatóállomás, melyet Stony Brook University üzemelte, és melynek fókusza a biodiverzitás kutatása, a közösségi egészségügy és oktatás, környezeti művészetek és visszaerdősítés.

## Földrajza
A park a Haute Matsiatra és a Vatovavy-Fitovinany régióban, Fianarantsoától 65 km-re északnyugatra Mananjarytól 139 km-re nyugatra terül el. A parkon áthalad a 45-ös és a 25-ös országos útvonal. A park irodája Ambodiamontana falu elején található Ranomafanától 6,5 km-re.

## Flóra és fauna
A park kiváló példa a köderdőre, igen nagy biodiverzitással.
A parkban számos makifaj él, többek között:
- Peyrieras gyapjasmaki, (Avahi peyrierasi)
- Véznaujjú maki, (Daubentonia madagascariensis)
- vörös macskamaki, (Cheirogaleus crossleyi)
- csíkoshátú macskamaki, (Cheirogaleus sibreei)
- óriás bambuszmaki, (Prolemur simus)
- arany bambuszmaki, (Hapalemur aureus)
- Ranomafana szürke bambuszmaki, (Hapalemur griseus ranomafanensis)
- Vöröshasú maki, (Eulemur rubriventer)
- vöröshomlokú maki, (Eulemur rufifrons)
- kisfogú fürgemaki, (Lepilemur microdon)
- fekete-fehér vari, (Varecia variegata)
- vörös egérmaki, (Microcebus rufus)
- Milne-Edwards szifaka (Propithecus edwardsi)

Sok kétéltűfaj is megtalálható:
- Boophis fajok
- Gephyromantis fajok
- Mantella fajok

## Tudományos kutatás
A Ranomafana Nemzeti Park növény- és állatvilága kiterjedt tudományos kutatás tárgya. A parkról számos tudományos publikáció született.
Négy fő kutatóállomás van a park területén. Talatakely a Centre ValBio kutatóállomástól sétatávolságra esik, a látogatók a 25-ös út felől is elérhetik. Talatakely az a hely, ahol az eredeti kutatótábor épült, és az egyetlen hely, ahol az óriás bambuszmaki, (Prolemur simus) megfigyelhető. A másik három kutatóállomás táborhelyeket tart fenn, ezek Vatoharanana, Valohoaka és Mangevo. A fő kutatóállomások mellett a park teljes területén végeznek megfigyeléseket.